# Batman/Superman/Wonder Woman : Trinité
Batman/Superman/Wonder Woman : Trinité (Batman/Superman/Wonder Woman: Trinity) est un comics américain en 3 numéros édité par DC Comics. Écrite et dessinée par Matt Wagner, la série se concentre sur la première rencontre et alliance entre la Trinité DC : Batman, Superman et Wonder Woman, les personnages les plus populaires de DC. L'histoire se déroule avant la formation de La Ligue de Justice.

## Synopsis
Cet album (en retcon) décrit la première rencontre entre Superman, Wonder Woman et Batman.

## Personnages
- Batman / Bruce Wayne
- Superman / Clark Kent
- Wonder Woman

### Éditeurs
- 2006 : Batman/Superman/Wonder Woman : Trinité (Panini Comics, collection DC Anthologie) : première édition française  (ISBN 978-2-8453-8814-7)